# Stefano Magaddino

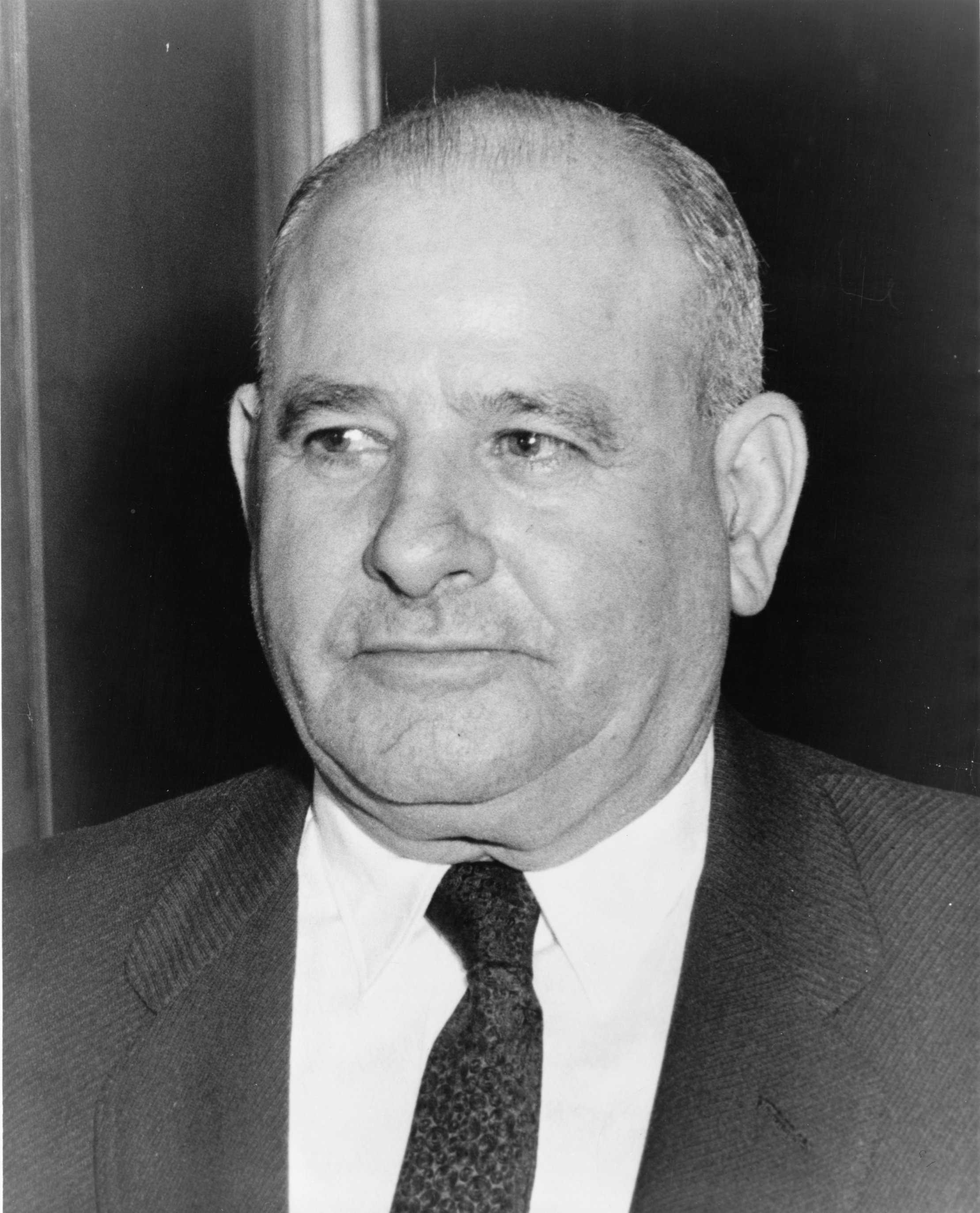
Stefano (Steve) Magaddino

Stefano Magaddino, także Steve Magaddino, pseud. Don Stefano, The Undertaker (ur. 10 października 1891, zm. 19 lipca 1974) – amerykański gangster, długoletni i jeden z najważniejszych bossów rodziny przestępczej z Buffalo (położone na północnym zachodzie stanu Nowy Jork).
Urodził się w sycylijskim miasteczku Castellammare del Golfo, kuzyn Joego Bonanno.
Do Stanów Zjednoczonych przybył w 1903 lub 1909 roku, osiadł na Brooklynie.
W tym czasie na Brooklynie mieszkała spora grupa imigrantów z jego rodzinnego miasteczka. Uznawany był wówczas za jednego z jej przywódców.
W okresie prohibicji zmuszał swoich rodaków do zakupu swojego alkoholu, jak i napojów bezalkoholowych (sprzedawał im nieskuteczne specyfiki zielarskie i lekarskie) oraz wymuszał od nich haracze. Rodzina Magaddino wykonywała ponadto usługi pośmiertne (Dom Pogrzebowy Magaddino – z ang. Magaddino Memorial Chapel funeral home business) w Niagara Falls.
Głównym przeciwnikiem rodziny Magaddino na Brooklynie była rodzina Buccellato (konkurowali ze sobą jeszcze na Sycylii). W trakcie wojny ginęli ludzie po obu stronach. W trakcie jednej z zasadzek na Stefano i jego przyjaciela Gaspar'a Milazzo zginęli przypadkowi ludzie.
W 1921 roku został aresztowany za udział w morderstwie członka konkurencyjnej rodziny Buccellato.
Po roku 1921 przeniósł się do Niagara Falls, potem do Lewiston (miejscowość nad rzeką Niagara, tuż przy granicy z Kanadą).
Po zniesieniu prohibicji w Stanach Zjednoczonych jego przestępcza rodzina zajęła się lichwą, nielegalnym hazardem, wymuszeniami, kradzieżami pojazdów (włącznie z użyciem broni palnej wobec kierowców i pasażerów), przestępstwami na rynku pracy i 'włoską loterią' (tzn. gry i zakłady liczbowe). Pobierają ponadto 'podatek' od dużych inwestycji budowlanych na terytorium Buffalo.
Wpływy Rodziny Magaddino sięgają Buffalo i Niagara Falls (przy granicy Kanadą), a także w Rochester i Utice (Utica) oraz od Wschodniej Pensylwanii do Youngstown w Ohio. W Kanadzie mają wpływy od Fort Erie do Toronto (prowincja Ontario) i w Montrealu.
Stefano Magaddino uczestniczył w Konferencji Hawańskiej i Konferencji w Apalachin.
W 1936 roku zginęła jego siostra w wybuchu bomby, która była dla niego przeznaczona. W 1958 roku nieznany sprawca wrzucił do jego domu granat ręczny, który na szczęście nie wybuchł. Zamach ten był – najprawdopodobniej – zorganizowany przez innych bossów, którzy uważali, że to on doprowadził do przerwania obrad Konferencji w Apalachin przez niespodziewany nalot policji stanowej i agentów federalnych.
Na początku lat 60. XX wieku jego kuzyn Joe Bonanno umieścił go na liście osób przeznaczonych do fizycznej eliminacji (Bonanno snuł plany przejęcia przywództwa w mafii nowojorskiej), co dało to początek Wojnie Bananowej.
Magaddino był szybszy i cwańszy. Porwał Bonanno (październik 1964) i przetrzymywał go przez blisko dwa lata. Bonanno zwolniony przez niego przeszedł na zasłużoną emeryturę.
Słynął ze sknerstwa, które budziło niezadowolenie wśród jego podwładnych i samej najbliższej rodziny.
W 1968 roku wraz z synem Peterem został aresztowany za przekręty bukmacherskie. Rok później czołowi przedstawicieli jego rodziny usunęli go ze stanowiska bossa.
Zmarł na atak serca w wieku 82 lat, pochowany jest na cmentarzu św. Józefa na Pine Avenue w Niagara Falls.